# Pray (Justin Bieber)
Pray è un singolo del cantante canadese Justin Bieber, estratto dall'album My Worlds Acoustic del 2010.
La canzone parla dei militari, che a volte non fanno ritorno a casa perché muoiono in guerra, lasciando famiglia e parenti. Justin Bieber ha cantato Pray in esclusiva per la prima volta in una casa per i figli dei militari, dicendo loro di non arrendersi mai.

## Tracce
CD-Single Island (UMG)
1. Pray (Album Version) - 3:34

## Classifiche
| Classifica (2010/2011) | Posizione massima |
| ---------------------- | ----------------- |
| Australia              | 94                |
| Austria                | 63                |
| Belgio (Fiandre)       | 5                 |
| Belgio (Vallonia)      | 15                |
| Germania               | 51                |
| Regno Unito            | 112               |
| Stati Uniti            | 61                |